# Silicato

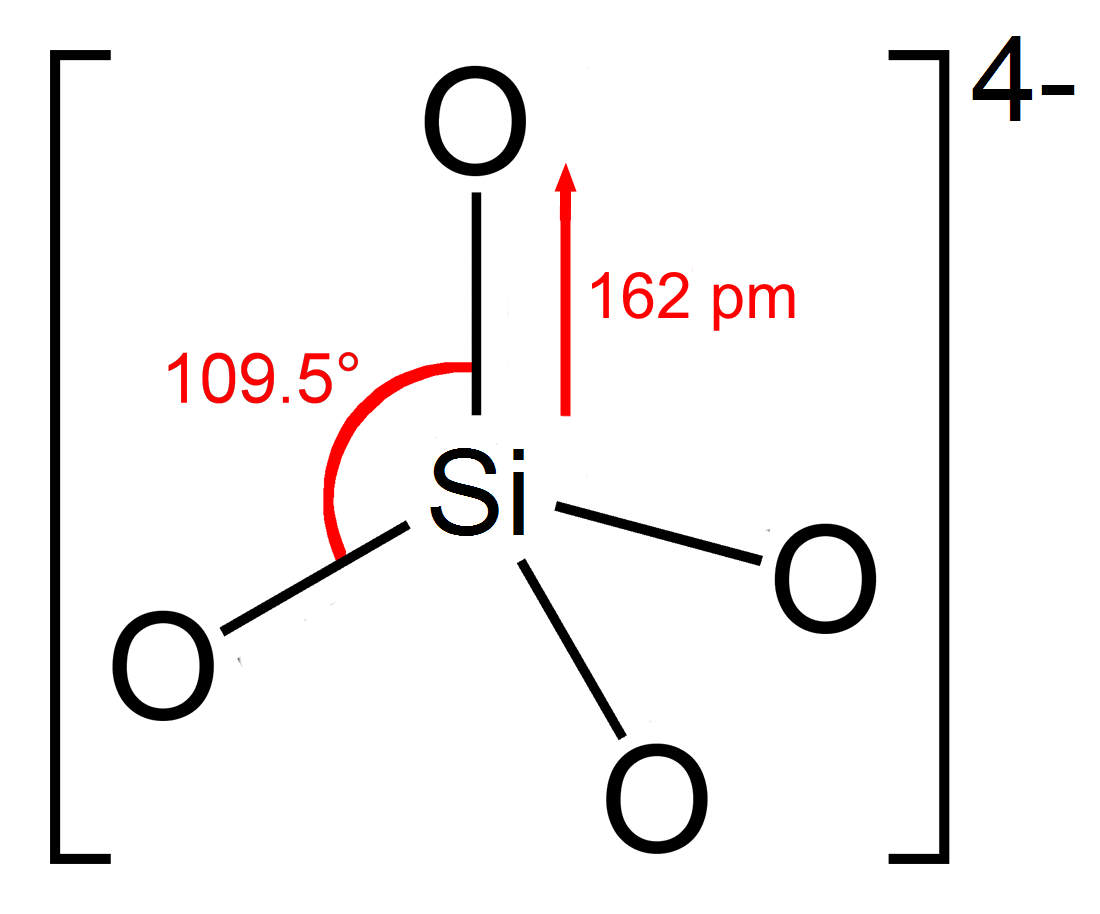
Estructura del anión ortosilicato

En química, un silicato es cualquier miembro de una familia de aniones que consiste en silicio y oxígeno, generalmente con la fórmula general [SiO(4−2x)−
4−x]
n, donde 0 ≤ x < 2. La familia incluye ortosilicato SiO4−
4 (x = 0), metasilicato SiO2−
3 (x = 1), y pirosilicato Si
2O6−
7 (x = 0.5, n = 2). El nombre también se usa para cualquier sal de tales aniones, como el metasilicato de sodio; o cualquier éster que contenga el grupo químico correspondiente, como el ortosilicato de tetrametilo. 
Los aniones de silicato son a menudo moléculas poliméricas grandes con una gran variedad de estructuras, incluidas cadenas y anillos (como en el metasilicato polimérico [SiO2−
3]
n), cadenas dobles (como en [Si
2O2−
5]
n), y hojas (como en [Si
2O2−
5]
n). 
En geología y astronomía, el término silicato se usa para referirse a minerales de silicato, sólidos iónicos con aniones de silicato; así como los tipos de rocas que consisten predominantemente en tales minerales. En ese contexto, el término también incluye el compuesto no iónico dióxido de silicio SiO
2 (sílice, cuarzo), que correspondería a x = 2 en la fórmula general. El término también incluye minerales donde el aluminio u otros átomos tetravalentes reemplazan algunos de los átomos de silicio, como en los aluminosilicatos. Tales silicatos comprenden la mayor parte de la corteza y el manto, así como los otros planetas terrestres, lunas rocosas y asteroides. Los silicatos son materiales extremadamente importantes, se encuentran en materiales tanto naturales (rocas como el granito o minerales como el granate) como artificiales (como cemento Portland, cerámica, vidrio y cristal líquido), para todo tipo de actividades tecnológicas y artísticas. 
El nombre "silicato" a veces se extiende a los aniones que contienen silicio, incluso si no se ajustan a la fórmula general o contienen otros átomos además del oxígeno; tales como el hexahidroxisilicato [Si(OH)
6]2−
 o hexafluorosilicato [SiF
6]2−
.

## Principios estructurales

### Modelado como tetraedro para compartir esquinas
En los silicatos más comúnmente encontrados, incluidos casi todos los minerales de silicato encontrados en la corteza terrestre, cada átomo de silicio ocupa el centro de un tetraedro idealizado cuyas esquinas son cuatro átomos de oxígeno, conectados a él por enlaces covalentes únicos de acuerdo con la regla del octeto. 
Estos tetraedros pueden aparecer como aniones de ortosilicatos aislados SiO4−
4, pero se pueden unir dos o más átomos de silicio con átomos de oxígeno de varias maneras, para formar aniones más complejos, como el pirosilicato Si
2O6−
7 o el hexámero de anillo de metasilicato Si
6O12−
18. Los aniones de silicato polimérico de tamaños arbitrariamente grandes pueden tener cadenas, cadenas dobles, láminas o estructuras tridimensionales. 
Típicamente, cada átomo de oxígeno que no aporta una carga negativa al anión es un puente entre dos átomos de silicio. La estructura de tales aniones se describe y describe comúnmente como consistente en tetraedros centrados en silicio conectados por sus vértices, de tal manera que cada vértice es compartido por a lo sumo dos tetraedros. 

### Silicatos con silicio no tetraédrico
Aunque el tetraedro es la geometría de coordinación común para los compuestos de silicio, el silicio también puede ocurrir con números de coordinación más altos. Por ejemplo, en el anión hexafluorosilicato SiF2−
6, el átomo de silicio está rodeado por seis átomos de flúor en una disposición octaédrica. Esta estructura también se ve en el anión hexahidroxisilicato Si(OH)2−
6 que ocurre en la thaumasita, un mineral que rara vez se encuentra en la naturaleza pero que a veces se observa entre otros hidratos de silicato de calcio formados artificialmente en cemento y concreto sometidos a un ataque de sulfato severo. A una presión muy alta, incluso el SiO2 adopta la geometría octaédrica coordinada en seis en la mineral stishovita, un polimorfo denso de sílice que se encuentra en el manto inferior de la Tierra y también se forma por choque durante los impactos de meteoritos. 

## Propiedades químicas
Los silicatos sólidos son generalmente estables y bien caracterizados. 
Los silicatos con cationes alcalinos y aniones pequeños o análogos a cadenas, como el orto y metailicato de sodio, son bastante solubles en agua. Forman varios hidratos sólidos cuando se cristalizan de la solución. Los silicatos de sodio solubles y sus mezclas, son de hecho importantes químicos industriales y domésticos. Los silicatos de cationes no alcalinos, o con aniones poliméricos laminados y tridimensionales, generalmente tienen una solubilidad insignificante en agua en condiciones normales. 

### Reacciones
Los aniones de silicato son formalmente las bases conjugadas de los ácidos silícicos. Por ejemplo, el ortosilicato se puede ver como el ácido ortosilícico desprotonado cuádruple Si(OH)
4. Los ácidos silícicos son generalmente muy débiles y no pueden aislarse en forma pura. Existen en solución acuosa, como mezclas de aniones condensados y parcialmente protonados, en un equilibrio dinámico. Los procesos generales en este equilibrio son la hidrólisis/condensación. 
≡Si–O–Si≡ + H
2O ↔ ≡Si–OH + HO–Si≡
=Si=O  + H
2O ↔ =Si(–OH)
2
y protonación/desprotonación 
≡Si–OH ↔ ≡Si–O−
 + H+
.
El equilibrio puede desplazarse hacia aniones más grandes al aumentar la concentración de silicato y/o la acidez del medio. Se supone que el anión de ortosilicato, por ejemplo, es la forma predominante de sílice disuelta naturalmente en agua de mar, cuya concentración es inferior a 100 partes por millón; y también cuando la sílice se disuelve en un exceso de óxido de sodio a pH 12 o más. En concentraciones más altas o pH bajo, predominan los aniones poliméricos. 
En el límite, los aniones de silicato se fusionan en una red tridimensional de tetraedros de silicio, con la mayoría de los átomos de oxígeno como puentes covalentes; que es alguna forma de sílice, como el gel de sílice, mezclado con agua. 

### Detección
Los aniones de silicato en solución reaccionan con los aniones de molibdato produciendo complejos amarillos de silicomolibdato. En una preparación típica, se encontró que el ortosilicato monomérico reaccionaba completamente en 75 segundos; pirosilicato dimérico en 10 minutos; y oligómeros superiores en un tiempo considerablemente más largo. En particular, la reacción no se observa con suspensiones de sílice coloidal.

### Formación de zeolitas y polimerización de geopolímeros
La naturaleza de los silicatos solubles es relevante para comprender la biomineralización y la síntesis de aluminosilicatos, como los catalizadores industrialmente importantes llamados zeolitas. Junto con el anión aluminato, los aniones de silicato solubles también desempeñan un papel importante en el mecanismo de polimerización de los geopolímeros. Los geopolímeros son aluminosilicatos amorfos cuya producción requiere menos energía que la del cemento Portland ordinario. Así pues, los cementos geopolímeros podrían contribuir a limitar las emisiones de CO2 en la atmósfera terrestre y el calentamiento global causado por este gas de efecto invernadero.

## Clasificación mineralógica y estructural
Los geólogos han considerado durante mucho tiempo que los silicatos de la Tierra eran sales de ácido silícico producidas por la disolución de dióxido de silicio. Ahora los ven como las estructuras químicas resultantes de la combinación de oxígeno y silicio (o incluso aluminio en el caso de los aluminosilicatos), formando tetraedros (Si,Al) O4  unidos entre sí por uno o varios átomos de oxígeno o por catiónes (éstos, como Mg, Fe, Al se encuentran en los centros de octaedros cuasi-regulares).
Los silicatos pueden clasificarse según varios criterios, pero las dos clasificaciones más utilizadas en mineralogía se basan en la secuencia de tetraedros:
- la clasificación topoquímica (clasificación de Machatski-Bragg) se basa en la secuencia de tetraedros, en la que el silicio y el aluminio pueden dar lugar a isomorfo sustitución; los tetraedros en los que sólo está presente el aluminio se denominan heterotetraedros;
- la clasificación topológica (clasificación de Zoltai) se basa en la secuencia de tetraedros centrados en cualquier catión.

Las subcategorías definidas por estos dos criterios son las mismas y, en la mayoría de los casos, el resultado final también lo es. Sin embargo, en el caso de los aluminosilicatos cuya estructura incluye tetraedros centrados en cationes distintos del silicio y el aluminio, las dos clasificaciones divergen.
Los principales grupos de aluminosilicatos son:
- Nesosilicatos (u ortosilicatos): los tetraedros no tienen ningún vértice común, sino sólo con otros poliedros; los aniones pertenecen todos a los tetraedros. Ejemplos: circón, olivinos, granates ;
  - Nesosubsilicatos: como en los nesosilicatos, los tetraedros no tienen un vértice común, pero aquí la estructura también incluye aniones que no pertenecen a los tetraedros. Ejemplos: cianita, andalucita, sillimanita, estaurotida, topacio, titanita (esfeno) ;
- Sorosilicatos: dos tetraedros comparten un vértice y forman un grupo [Si2 O7]6-. Ejemplos: epidotas, melilita, thortveitita, hemimorfita ;
- Ciclosilicatos: la estructura se compone de anillos aislados de 3, 4 o 6 tetraedros. Ejemplos: turmalina, berilo, cordierita, dioptasa;
- Inosilicatos: los tetraedros están asociados en cadenas o cintas. Ejemplos: piroxenos, anfíbols, piroxenoides, anfiboloides.
- Filosilicatos: los tetraedros comparten tres vértices de cuatro y forman una lámina bidimensional. Ejemplos: grupo de la clorita, micas, talco, pirofilita, serpentina, caolinita;
- Tectosilicatos: los tetraedros tienen todos sus vértices en común. Ejemplos: cuarzo, tridimita, cristobalita, feldespatos, feldespatoides, zeolitas, escapolitas.

Las principales diferencias entre la clasificación topoquímica de Machatski-Bragg y la topológica de Zoltai se muestran en la siguiente tabla.
| Mineral      | Fórmula                   | Clasificación topoquímica (Machatski-Bragg) | Clasificación topológica (Zoltai) | Hetero-tetraédro(s) |
| ------------ | ------------------------- | ------------------------------------------- | --------------------------------- | ------------------- |
| Petalita     | [4]Li[4]Al[4]SiO4         | phyllo                                      | tecto                             | Al, Li              |
| α-eucriptita | [4]Li[4]Al[4]SiO4         | neso                                        | tecto                             | Al, Li              |
| Fenaquita    | [4]Be2[4]SiO4             | neso                                        | tecto                             | Be                  |
| Willemita    | [4]Zn2[4]SiO4             | neso                                        | tecto                             | Zn                  |
| Berilo       | [6]Al2[4]Be3[4]Si6O18     | cyclo                                       | tecto                             | Be                  |
| Cordierita   | [6]Mg2[4]Al3[4](AlSi5)O18 | cyclo                                       | tecto                             | Al                  |
| Hemimorfita  | [4]Zn4[4]Si2O7(OH)2 • H2O | soro                                        | tecto                             | Zn                  |
| Melilita     | [8]CaNa[4]Al[4]Si2O7      | soro                                        | phyllo                            | Al                  |
| Sillimanita  | [6]Al[4]Al[4]SiO5         | neso                                        | soro                              | Al                  |

## Silicatos en astronomía
Ciertas estrellas rodeadas de materia circunestelar “fría”, por debajo de la temperatura de sublimación de silicatos, alrededor de 1500 K, presentan granos de polvo formados formado por silicatos. Su presencia se revela por líneas espectrales amplias características de los silicatos, en las bandas espectrales infrarrojas N y Q, con longitudes de onda λ de 10 y 20 µm respectivamente.
El perfil espectral de estas líneas, que depende del tipo de silicato, de la geometría de los granos de polvo y de la presencia adicional de otros compuestos (ejemplo: hielo a menos de 300 K), da información sobre las condiciones físico-químicas de los ambientes estudiados.
La presencia de silicatos se atestigua con frecuencia alrededor de las estrellas jóvenes y de las estrellas evolucionadas, especialmente en los discos de acreción y las envolturas circunestelares. En particular, los silicatos son los principales constituyentes de los planetas telúricos del Sistema Solar: Venus, la Tierra, Marte y, en alguna  menor medida, Mercurio.

## Importancia biogeoquímica y modelización
Sabemos que el clima actúa sobre la erosión de las rocas, y que también existen bucles de retroalimentación que provocan que los compuestos de la erosión modifiquen el ciclo del CO2 (dióxido de carbono) y el carbono en el océano, y en consecuencia la evolución del clima·.
La lixiviación de rocas ricas en silicatos ha aumentado considerablemente debido a las prácticas humanas de agricultura, silvicultura y ordenación del territorio, incendios/quemas y, más en general, la transformación ecológica de los paisajes. La lluvia ácida y la acidificación de aguas dulces localmente exacerban la disolución de rocas y suelos. Estos fenómenos contribuyen a la degradación de los suelos aguas arriba, pero también contribuyen aguas abajo a la formación de rocas carbonatadas en los océanos, y por tanto a la transferencia de CO2 de la atmósfera a la litosfera (“sumidero de carbono” en este caso). La erosión de las rocas contribuye al ciclo del carbono en el contexto del cambio climático justificó la elaboración de un mapa litológico mundial para 6 grandes tipos de rocas por latitud, continente y cuenca de drenaje oceánico, y para 49 grandes cuencas fluviales terrestres. Este trabajo cartográfico se combinó con los modelos disponibles del ciclo del CO2 para evaluar la cantidad de CO2 atmosférico «consumido» por las rocas durante su proceso de meteorización y evaluar la alcalinidad aportada por los ríos al océano. Se ha demostrado que la meteorización de las rocas ha variado considerablemente en el pasado en función de las fases glaciares e interglaciares de los paleoclimas. Las rocas de silicato incluyen pizarras y basaltos  parecen tener una gran influencia en la cantidad de CO2 bombeada por el proceso de meteorización del lecho rocoso.